# Roughing It
Roughing It é um livro de literatura de viagem semiautobiográfico escrito por Mark Twain. Foi escrito entre 1870 e 1871 e publicado em 1872, após seu primeiro livro de viagens, The Innocents Abroad (1869). Roughing It é dedicado ao companheiro de mineração de Twain, Calvin H. Higbie, que mais tarde tornou-se engenheiro civil e morreu em 1914.
O livro acompanha as viagens do jovem Mark Twain pelo Oeste americano durante os anos de 1861 a 1867. Ele acompanhou seu irmão Orion Clemens, que havia sido nomeado secretário do Território de Nevada, em uma jornada de diligência rumo ao oeste. Twain consultou o diário do irmão para refrescar a memória e baseou-se amplamente em sua imaginação para muitas histórias presentes no livro.
Roughing It retrata várias das primeiras aventuras de Twain, incluindo uma visita à Cidade do Lago Salgado, a prospecção de ouro e prata, especulação imobiliária, uma jornada ao Reino do Havaí e seus primeiros passos como escritor. Este livro de memórias oferece exemplos do humor rudimentar de Twain, que se tornaria uma característica marcante de suas obras posteriores, como As Aventuras de Huckleberry Finn (1884), As Aventuras de Tom Sawyer (1876) e Um Ianque na Corte do Rei Arthur (1889).

## Na cultura popular
Os astronautas norte-americanos Frank Borman e Jim Lovell leram Roughing It em voz alta para passar o tempo a bordo da missão orbital da NASA Gemini VII, de 14 dias, em dezembro de 1965.
Em Lords of St. Thomas, um romance histórico de 2018 ambientado em St. Thomas, Nevada, o personagem principal "Little" Henry Lord está lendo Roughing It quando descobre que seu pai caiu da Represa Hoover.

## Adaptações
Diversos trechos de Roughing It foram adaptados para séries de televisão como Bonanza. Em 1960, uma adaptação de uma hora foi transmitida pela NBC, estrelando Andrew Prine e James Daly.
Uma minissérie de quatro horas foi exibida em 2002 no Hallmark Channel. Dirigida por Charles Martin Smith, estrelou James Garner como Samuel Clemens idoso e Robin Dunne como o jovem Clemens.
Roughing It relata, na metade do livro, a descoberta e reivindicação de um lucrativo veio de ouro "blind lead" por Twain, Calvin Higbie e um capataz da mina, A.D. Allen, o que os fez acreditar que se tornariam milionários. Para manter a reivindicação, era necessário que qualquer um dos envolvidos fizesse uma quantidade razoável de trabalho na jazida em até dez dias. Devido a imprevistos e falhas de comunicação entre os três, a exigência de trabalho não foi cumprida, e a rica reivindicação foi rapidamente tomada por outros, dez dias após sua descoberta. Na dedicatória do livro, Twain se refere a Higbie como "Um Homem Honesto, um Camarada Gentil e um Amigo Leal … dedicado à Memória do Curioso Tempo em Que Nós Dois Fomos Milionários por Dez Dias". A história da prospecção também foi adaptada em um episódio de 1968 da série televisiva sindicalizada série antológica Death Valley Days, apresentado por Robert Taylor. Na dramatização televisiva, Tom Skerritt interpreta Twain, e Dabney Coleman interpreta Higbie.